# Switch Mobility
Switch Mobility Ltd, till 2020 Optare Ltd, är en brittisk busstillverkare. Det har sina rötter i de brittiska karosstillverkarna Charles H. Roe, grundat 1927, och East Lancashire Coachbuilders, grundat 1934. Det är sedan 2011 dotterbolag till den indiska fordonstillverkaren Ashok Leyland, som i sin tur ägs av den indisk-engelska Hinduja Group. Företaget har sin fabrik i Sherburn in Elmet i North Yorkshire i Storbritannien.

## Historik
Karossbyggaren Charles H Roe grundades i Leeds 1923 och köptes senare 1947 av Park Royal Vehicles för att 1962 ingå i Leyland Motors. Karossbyggaren East Lancashire Coachbuilders, grundades 1934 i Blackburn.
År 1984 lade Leyland Bus inom British Leyland ned dotterbolaget Charles H. Roes karosseriföretag i Leeds, vilket ledde till en management buyout och grundandet av Optare 1985.
Optare köptes 1990 av det nybildade nederländska United Bus, som gick i konkurs 1993. Optare återuppstod som ett självständigt företag efter en management buyout. Under perioden under United Bus ledde samarbetet mellan Optare och DAF Bus till lanseringen av dubbeldäckaren Optare Spectra på ett DAF DB250-chassi. Denna modell var en föregångare för framtida dubbeldäckade lågentrébussar.
År 2000 köptes Optare av ungerska Ikarus amerikanska dotterföretag North American Bus Industries (NABI).. NABI hamnade 2005 i ekonomiska svårigheter, vilket ledde till en ny management buyout.
År 2007 gick East Lancashire Coachbuilders i konkurs. Konkursboet köptes av Jamesstan Investments börsnoterade dotterföretag Darwen. Investmentbolaget – genom Darwen – köpte därefter 2008 Optare och  genomförde ett omvänt övertagande , varvid Optare förvärvade Darwen och därmed dess börsnotering.
Optare plc hade 830 anställda och en årsomsättning på 90 miljoner brittiska pund. Vid denna tid bedrev Optare verksamhet i tre fabriker: huvudanläggningen i Leeds, Darwens/East Lancashire Coachbuilders fabrik i Blackburn och ytterligare en i Rotherham. Den senare stängdes 2009.
År 2010 blev Ashok Leyland delägare och 2013 blev Optare dotterbolag till Ashok Leyland. År 2001 flyttades tillverkningen i Leeds till en ny anläggning på 13.000 m² i Sherburn in Elmet och 2012 lades företagets andra fabrik i Blackburn ned.
År 2015 avnoterades Optare från börsen. Ashok Leylands ägarandel var 2018 98 %.

## Bildgalleri

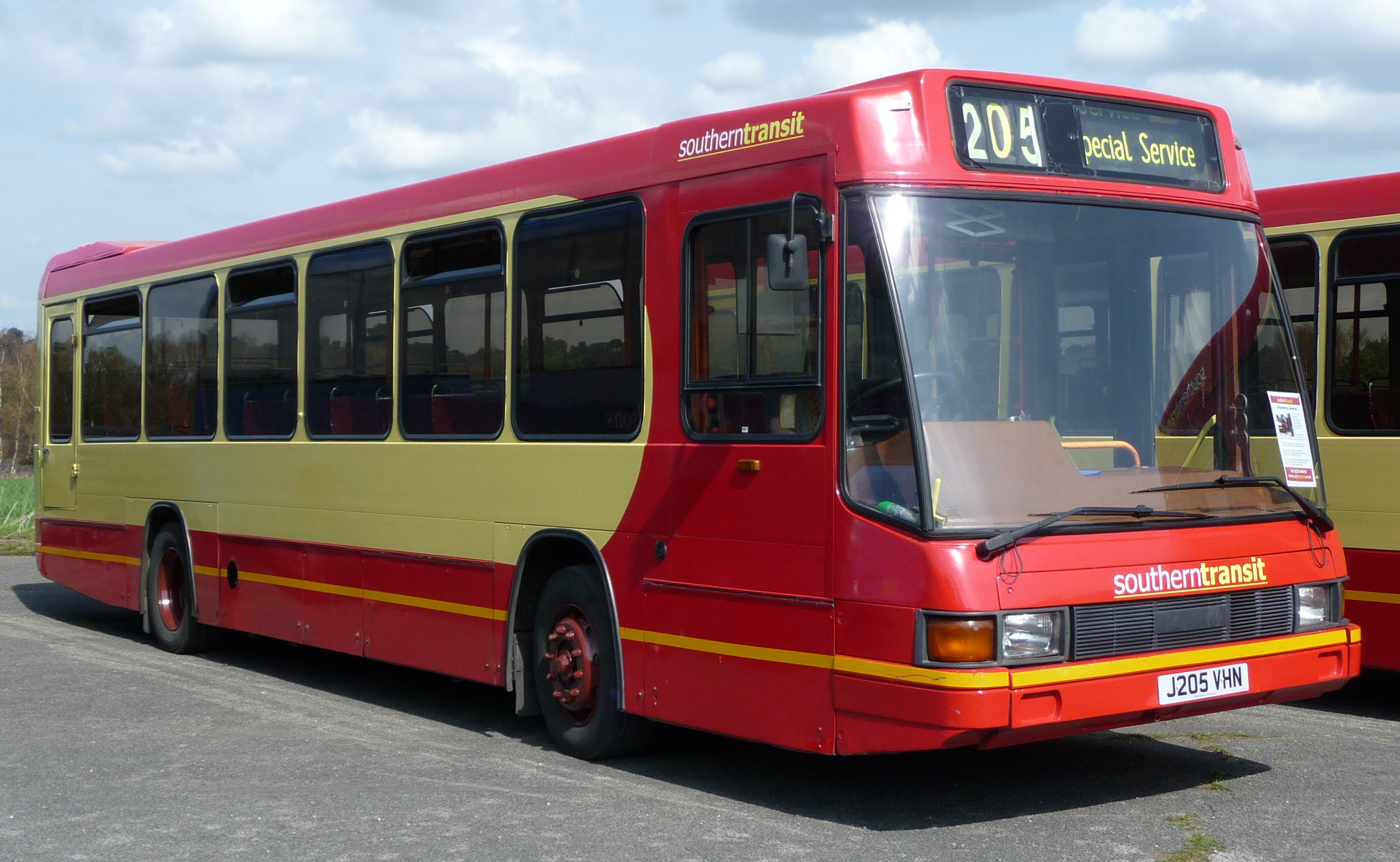
Optare Delta på DAF SB220-chassi, byggda 1988–1999
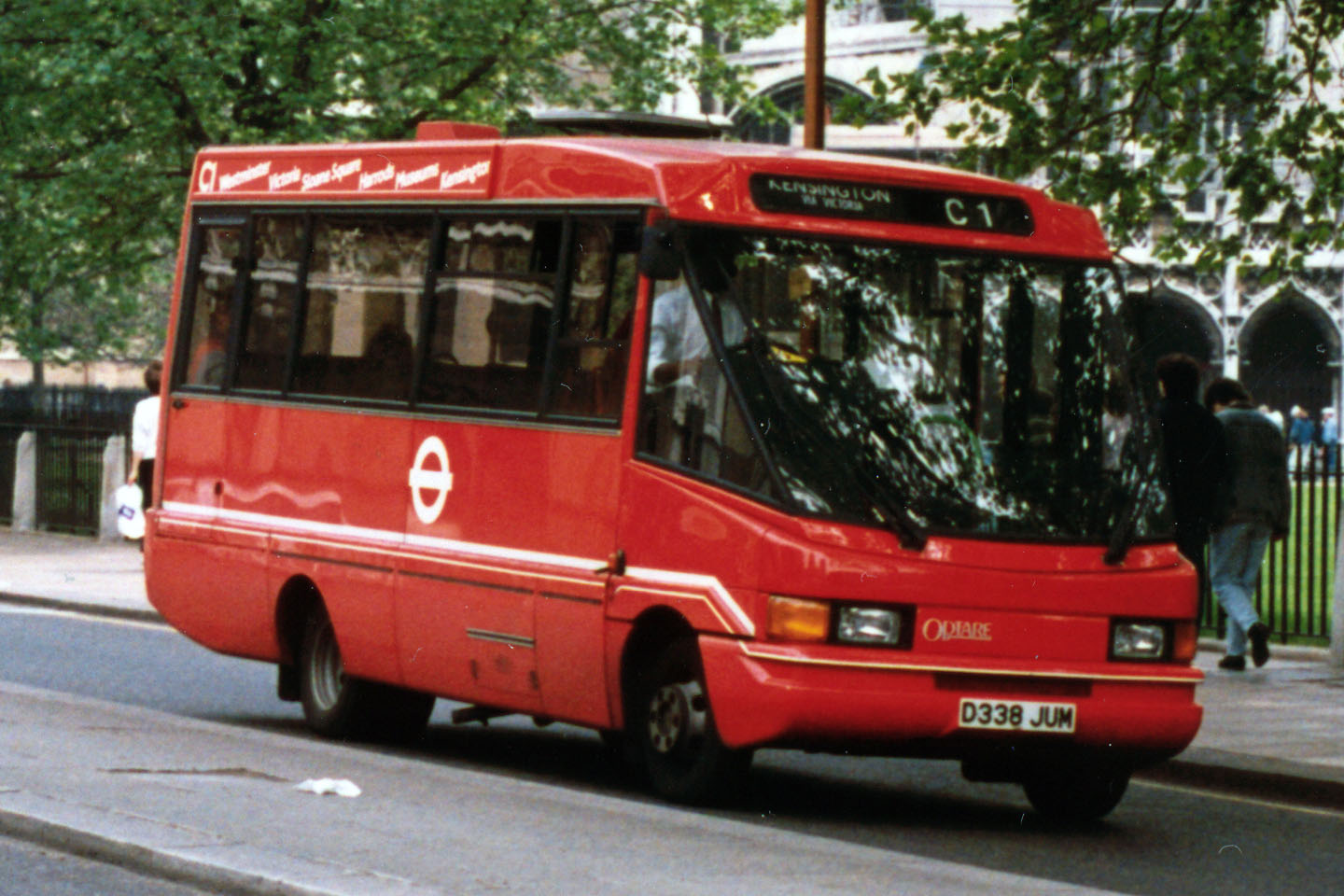
Optare CityPacer, byggda 1985–1992
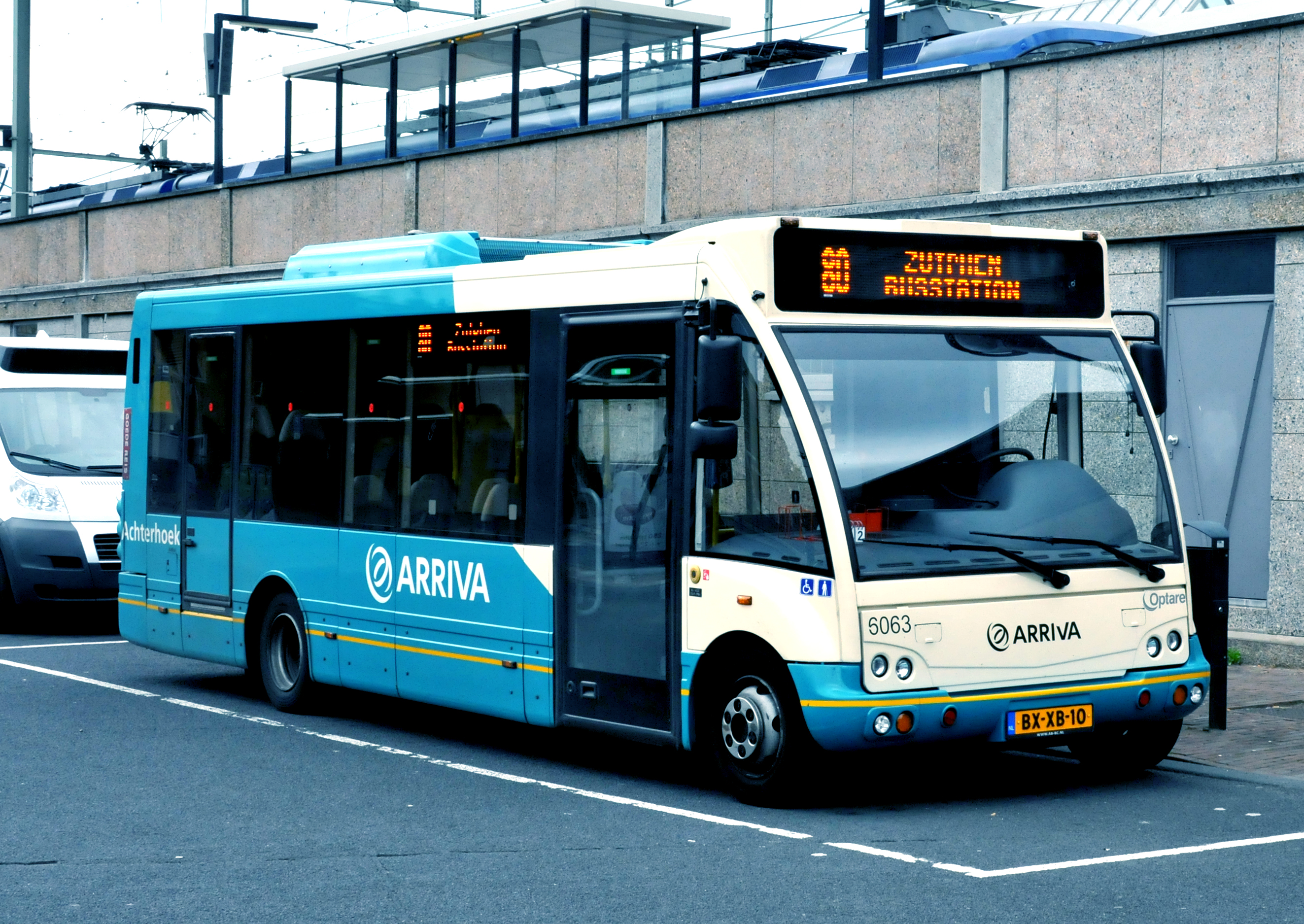
Optare Solo, 1998–2012
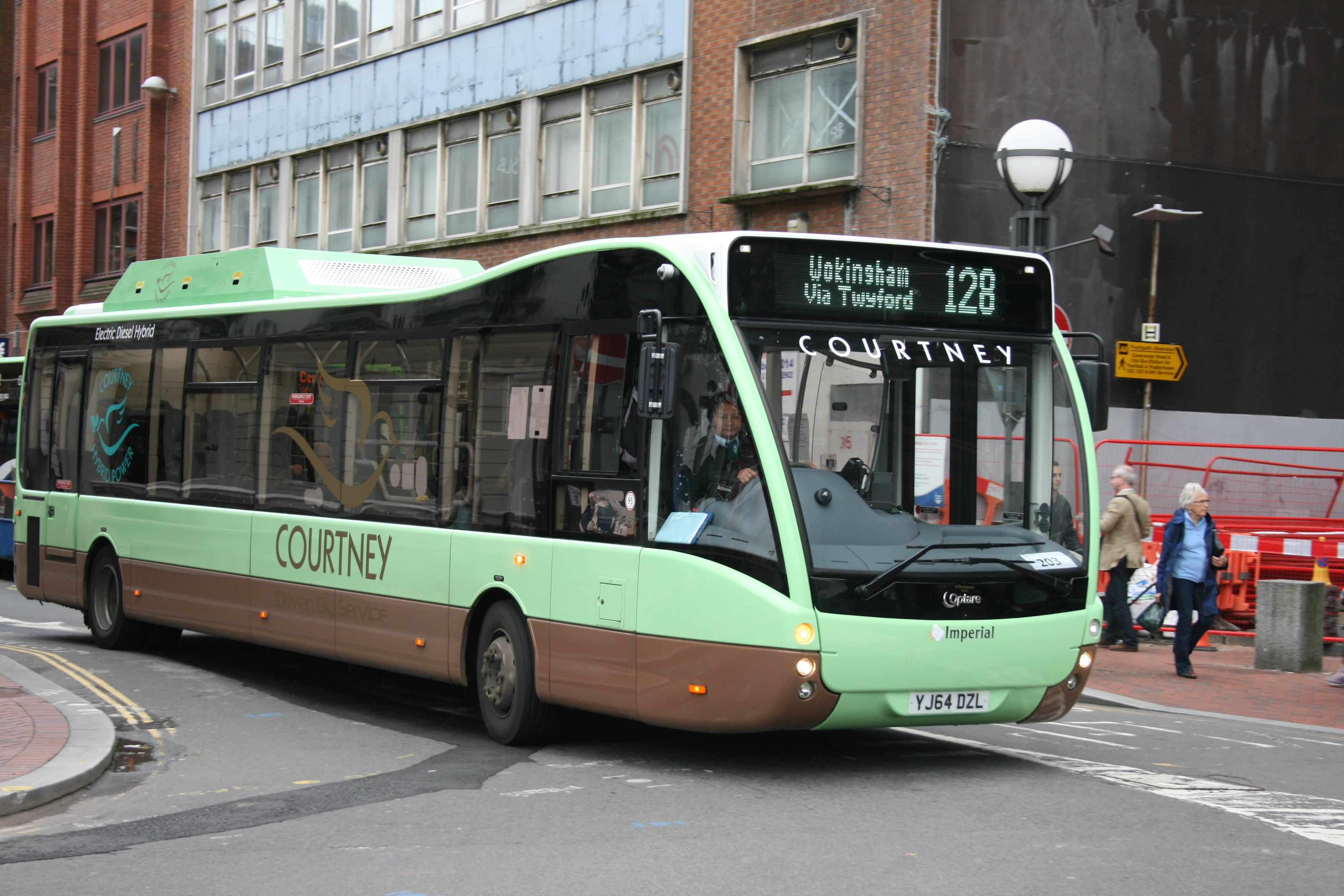
London Regional Transport Optare Tempo Hybride i Reading
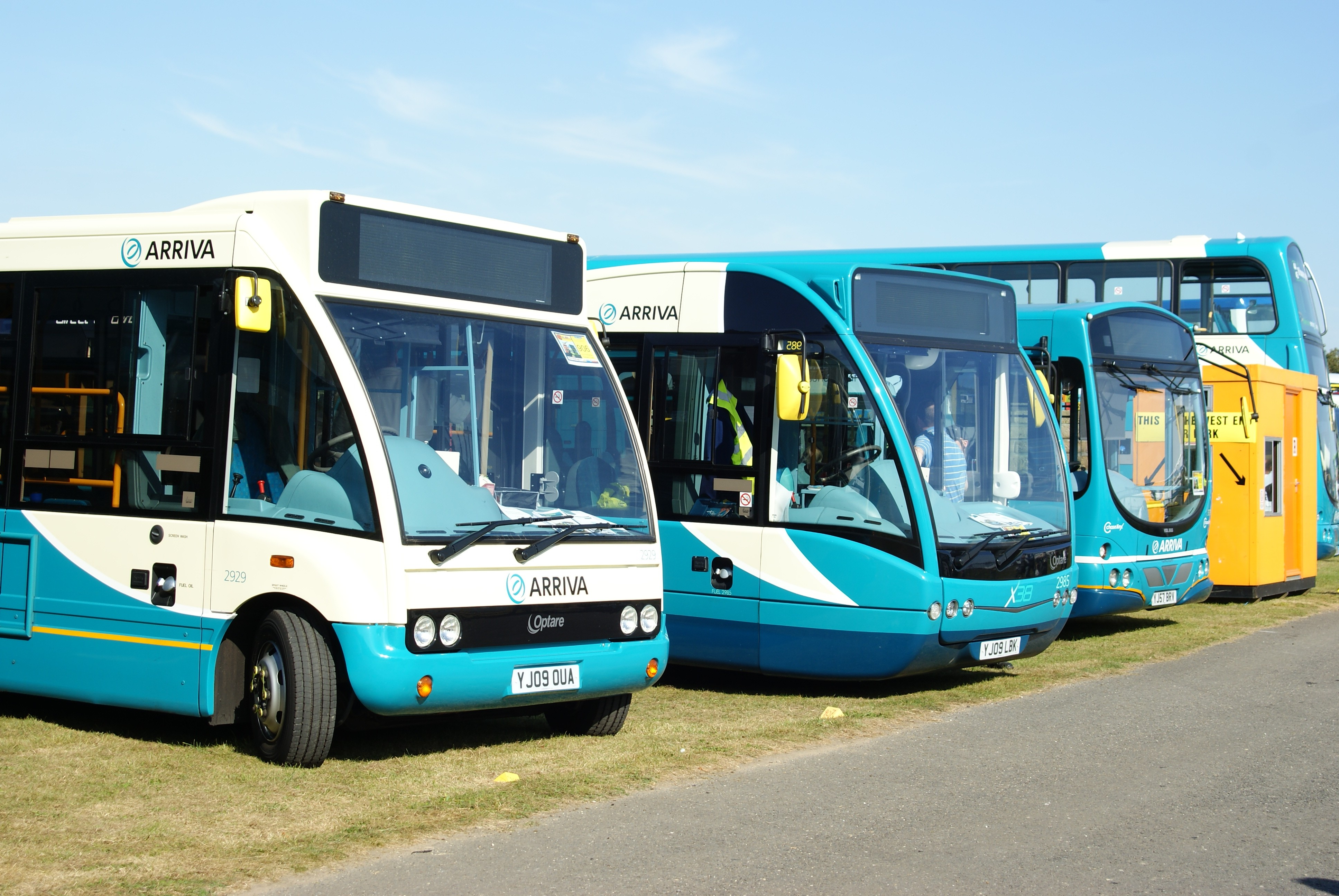
Två Optare-bussar av olika årgång (till vänster)
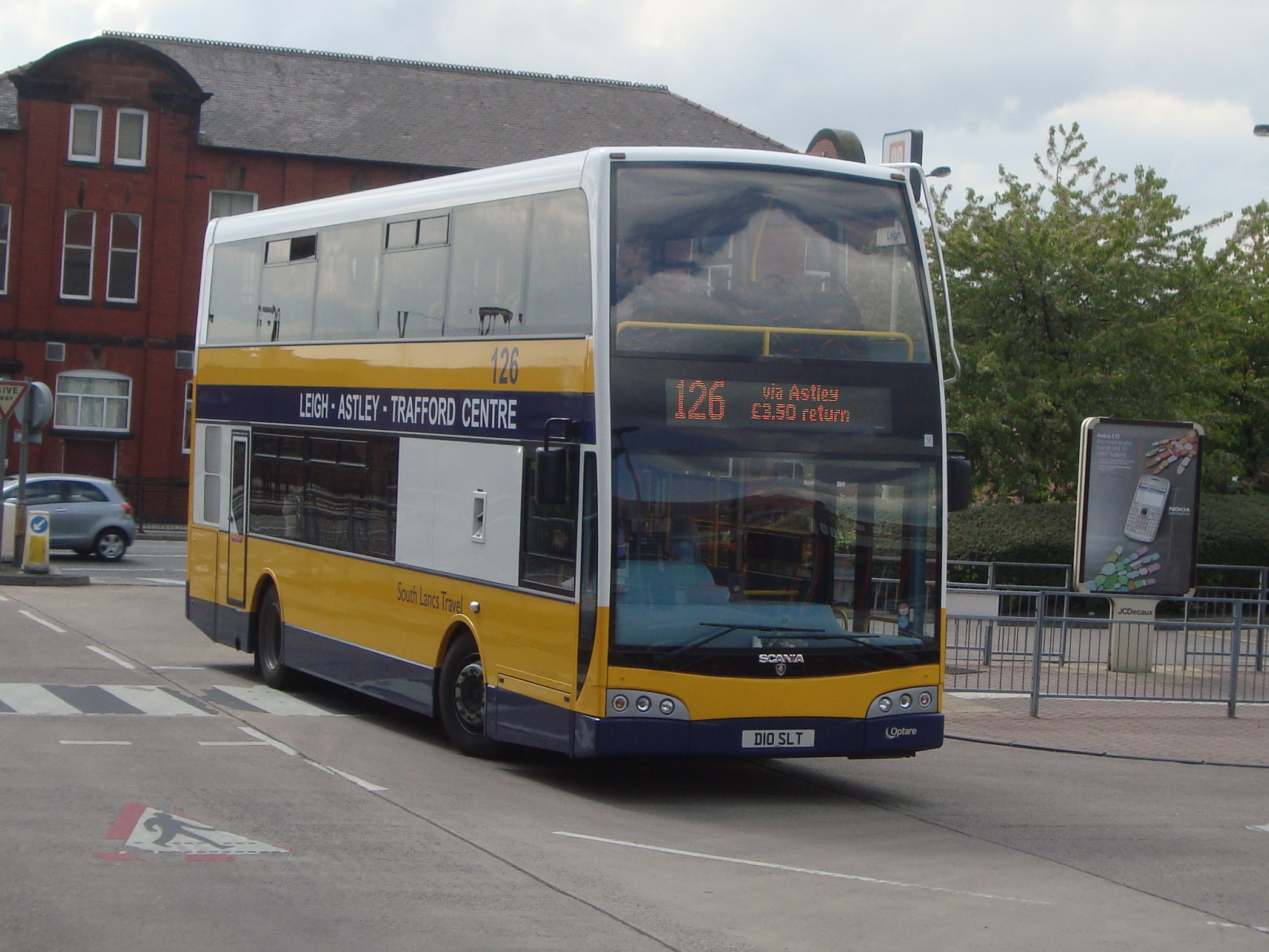
Optare Olympus på Scania, byggda 2006-2011
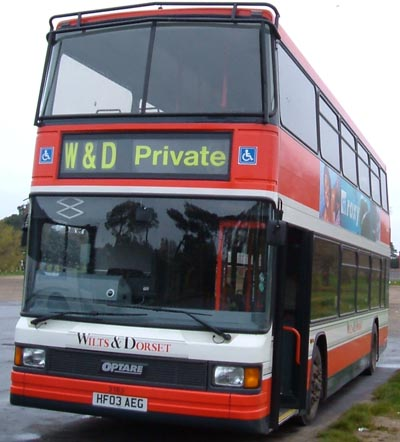
En Optare Spectra på DAF DB250-chassi, lanserad 1991